# Joana Jiménez García
Joana Jiménez García (Ecatepec de Morelos, 19 agosto 1993) è una nuotatrice artistica messicana.

## Palmarès
- Giochi panamericani

Toronto 2015: argento nella gara a squadre
Lima 2019: argento nella gara a squadre e nel duo

### Coppa del Mondo
- 6 podi:
  - 3 vittorie (1 nel duo e 2 nella gara a squadre)
  - 2 secondi posti (2 nella gara a squadre)
  - 1 terzo posto (1 nella gara a squadre)

#### Coppa del mondo - vittorie
| Data           | Luogo    | Paese   | Disciplina      |
| -------------- | -------- | ------- | --------------- |
| 15 maggio 2023 | Soma Bay | Egitto  | Duo libero      |
| 3 maggio 2024  | Parigi   | Francia | Team tecnico    |
| 5 maggio 2024  | Parigi   | Francia | Team acrobatico |